# Tatyana Andrianova
Tatyana Valerievna Andrianova (en russe : Татьяна Валерьевна Андрианова, née le 10 décembre 1979 à Iaroslavl) est une athlète russe, spécialiste du 800 mètres.

## Dopage
En 2016, elle est dans premier temps suspendue pour dopage pour un test positif lors des mondiaux de 2005 où elle avait remporté une médaille de bronze. Celle-ci lui avait d'abord été retirée, mais, le 14 avril 2016, à la suite du recours devant le Tribunal arbitral du sport, il est annoncé que l'athlète récupérerait cette médaille car l'analyse du second échantillon (réalisé en 2015) a dépassé la limite fixée alors à 8 ans, soit 2013.

## Palmarès

### Jeux olympiques d'été
- Jeux olympiques d'été de 2004 à Athènes ( Grèce)
  - 5e sur 800 m

### Championnats du monde d'athlétisme
- Championnats du monde d'athlétisme de 2005 à Helsinki ( Finlande)
  -  Médaille de bronze du 800 m avec un temps de 1 min 59 s 60